# Opération (mathématiques)
Pour les articles homonymes, voir Opération.
En mathématiques, une opération est un processus visant à obtenir un résultat à partir d'un ou plusieurs objets appelés opérandes. L'écriture d'une opération implique en général l'utilisation d'un symbole spécifique appelé opérateur.

## Exemples
- En arithmétique, les quatre opérations élémentaires (addition, soustraction, multiplication et division) sont suivies par le carré, le cube et plus généralement les opérations puissance, la racine carrée, l'exponentiation, la factorielle… Plus généralement, beaucoup de fonctions peuvent être vues comme des opérations élémentaires, telles que la valeur absolue, la prise du logarithme ou de l'exponentielle, les fonctions trigonométriques…
- En théorie des ensembles, les opérations ensemblistes usuelles sont la réunion, l'intersection, la différence symétrique et la complémentation. Elles ne doivent pas être confondues avec les opérations sur les ensembles telles que le produit cartésien, la somme disjointe ou l'exponentiation ensembliste.
- En analyse, les fonctions peuvent subir des opérations de dérivation, intégration, convolution…
- En logique, les opérations booléennes usuelles rassemblent une opération unaire (la négation) et cinq opérations binaires (la conjonction, la disjonction inclusive, la disjonction exclusive, l'implication et l'équivalence). Il est même possible de définir des opérations pour chacun des 22n connecteurs logiques n-aires.
- En géométrie euclidienne, les opérations de symétrie, translation et rotation sont appelées des transformations.

## Formalisme
Une opération peut correspondre à une loi de composition interne sur un ensemble, mais elle n'est pas nécessairement toujours définie (telle la division) pour tout choix d'éléments dans cet ensemble. Ainsi, selon les contextes, on parlera plutôt de loi de composition interne ou externe, de fonction de deux variables ou fonction de plusieurs variables, d'action voire de foncteur ou de bifoncteur.

## Référence
Stella Baruk, Dictionnaire de mathématiques élémentaires [détail des éditions]